# Vera Brühne (Film)
Vera Brühne ist ein zweiteiliger Fernsehfilm aus dem Jahr 2001, der vom deutschen Filmemacher Hark Bohm in und um München gedreht wurde. Zu den Darstellern gehören Corinna Harfouch und Uwe Ochsenknecht. Die Erstausstrahlung war am 24. Mai 2001 in dem Fernsehsender Sat.1. Im Jahre 2006 wurde der Film im Fernsehen wiederholt und erschien auf DVD. Am 14. März 2008 zeigte ARTE eine neu geschnittene Fassung des Zweiteilers, mit dem neuen Titel Der Fall Vera Brühne. Die insgesamt fünfstündige Sat.1-Fassung wurde von Hark Bohm auf drei Stunden gekürzt. Durch den Neuschnitt liegt der Fokus noch stärker auf der Hauptfigur Vera Brühne, wohingegen die gesellschaftlichen Umstände der Bundesrepublik in der damaligen Zeit stärker in den Hintergrund getreten seien. Die neu geschnittene Fassung wurde auch am 21. und 22. März 2008 als Zweiteiler in Das Erste gezeigt.
Das Drama ist die Verfilmung eines schlagzeilenträchtigen Kriminalfalls, des Todes Otto Prauns, aus den 1960er Jahren.

## Handlung
Tutzing am Starnberger See Anfang der 1960er Jahre: Der Zahnarzt Dietrich Schwarz und seine Haushälterin und Lebensgefährtin Elisabeth Huhn werden erschossen in einer Villa aufgefunden. Zunächst geht die Polizei davon aus, dass Schwarz Elisabeth Huhn getötet und dann Suizid begangen hat. Bei einer Autopsie, die nach einer auf Antrag des Sohnes des Opfers stattfindenden Exhumierung erfolgt, wird jedoch festgestellt, dass beide ermordet wurden. In Verdacht gerät schnell die im Testament des vermögenden Arztes bedachte, attraktive Vera Brühne. In einem Indizienprozess werden ihr angeblicher Mittäter Johann Ferbach und sie zu lebenslanger Haft verurteilt, wobei insbesondere die widersprüchlichen Aussagen von Brühnes Tochter Stephanie und ihr als anstößig empfundener Lebensstil eine Rolle spielen.
Der junge Rechtsanwalt Haddenhorst rollt den Fall nach Jahren wieder auf und stößt auf viele Ungereimtheiten in dem Urteil und den damaligen Ermittlungen, die die Rolle von Schwarz als mutmaßlichem Waffenhändler gänzlich außer Acht gelassen hatten.

## Produktion und Urheberrechte
1957 hat der damalige Mitarbeiter des Bundesnachrichtendienstes Karl Helmut Schnell aus dem Akquisitionsbüro des französischen Rüstungskonzern Radio-Air in Frankfurt (Oder) von Roger Hentges 36.000 DM an sich genommen. Die Teilzeitkraft des Direction du Renseignement Militaire, Hentges, behauptete im Juli 1976, bei dem Geld hätte es sich um eine Provision für den Leiter des Büros, den Waffenhändler Friedrich Großkopf gehandelt. Im Film Vera Brühne ist von Schnell nicht explizit die Rede. Schnells Anwalt Torsten Arp klagte dagegen, dass Karl-Hans Kern nahelegt, dass Schnell der Figur des Oberstleutnant Schröder entspricht.
Die Constantin Film Produktion GmbH wurde für den Event-Zweiteiler Der Fall Vera Brühne vom FilmFernsehFonds Bayern (FFF Bayern) mit 1,2 Millionen Euro gefördert.

## Kritiken
„Eine von überzeugenden Darstellern getragene akribische Rekonstruktion der Ereignisse, die die Mittel des Doku-Spielfilms nutzt, um Leerstellen zu überspielen und Zweifel an der Rechtmäßigkeit des noch immer ungeklärten Falls zu artikulieren.“

## Auszeichnungen
Corinna Harfouch (Beste Hauptdarstellerin) und Uwe Ochsenknecht (Bester Nebendarsteller) erhielten 2001 für ihre Leistungen den Deutschen Fernsehpreis.